# Epidelaxia
Epidelaxia is een geslacht van spinnen uit de familie springspinnen (Salticidae).

## Soorten
De volgende soorten zijn bij het geslacht ingedeeld:
- Epidelaxia albocruciata Simon, 1902
- Epidelaxia albostellata Simon, 1902
- Epidelaxia obscura Simon, 1902